# 張木養
張木養（1933年—1998年10月16日），臺灣嘉義市人，室內設計師，以收藏傳統服飾與臺灣原住民文物聞名，曾在台北市開設文物館。

## 生平

### 從事室內設計
張木養自小生長於嘉義市西區番仔溝，台南工學院建築系畢業後，先在台南女子商業學校教書三年，再至台北實踐家專教書七年。
藍寶石歌廳老闆蔡有望為睦洋綜合設計事務所董事長，張木養就曾替蔡有望設計藍寶石歌廳。張木養主持睦洋綜合設計事務所期間，陸續替中泰賓館、維也納餐廳、華王大飯店、華后大飯店、皇都設計室內裝璜。

### 收集原民文物
張木養幼時常與作為通譯的祖父去山上的鄒族部落。因裝潢設計需求，張木養常找尋若干藝術品以襯托其主調，因此發現外國觀光客對原住民藝術品極有好感，但一般市售藝術品泰半為仿造品又失去其原有風味，因此決定親自去原住民村落找尋文物。從此，他以流利的日語開始探訪原住民部落，最早是排灣族、魯凱族、卑南族、阿美族等等，後來連達悟族都去。張木養會以用老酒、花布或化粧品與原住民交換，以取得文物。屏東縣三地門鄉排灣族巫瑪斯就回憶年輕時，常見到張木養到部落收集排灣琉璃珠
1971年，張木養在台北市農安街18之12號開設名以「睦洋」為名的藝廊。藝廊展示他從屏東縣來義鄉排灣族來義社大頭目得來的家屋、石壁雕刻、五年祭祖靈柱等。張木養也將收集來的原住民文物放於台北市南京東路和建國北路口、一百多坪的住家。木雕師蔡平陽就曾為雕刻原住民特色木雕，北上請教過張木養。
1973年，張木養鼓勵巫瑪斯可製排灣族琉璃珠來維生。1976年，巫瑪斯在家鄉開設珠藝工坊，引發熱潮，帶動當地琉璃珠的商機。
張木養在離婚與公司關閉後，更加積極收集原住民文物，但經濟收入變差，就將原住民雕刻以草木染作拓畫外銷來維生。1984年10月27日，他以半年籌備在北投文物館開設的台灣民藝文物之家開幕，以中國民俗文物為固定展，並設有台灣原始藝術專題展覽室。1985年3月24日，實踐家專推廣教育中心五樓，服飾博物館開幕，藏物由張木養捐贈，展示地方民服和台灣原住民衣飾等約四千多件。

### 晚年作畫自娛
在收藏文物多年後，1990年代，張木養開始嘗試繪畫，想以畫作展現完整的原住民圖像，說這是要還「欠他們的情」。他也會製作年畫。
六旬時，張木養結束自己主持的台灣民藝文物之家，決定搬到淡水鎮中正路的租屋。1995年，當他從建國南路搬到紅毛城附近時，光是文物就十幾部卡車。在淡水鎮期間後，張木養開始創作寫生的水墨畫，並說記者說不會再收藏骨董文物。
1998年1月7日到2月28日，張木養的畫作在台北市政府名人畫廊展覽。該年10月16日，六十六歲的張木養在榮民總醫院病逝。

## 軼事
張木養說，有一位排灣族女性在他家看到排灣族織布後不禁難過哭泣，後又笑著對他說，如果他敢把織布賣了就要砍他的頭。
胡茵夢自傳紀錄曾向張木養買過一件骨董上衣，但被她時為丈夫的李敖在吵架時剪斷，逼得胡茵夢拿剪刀威脅自殺。
張木養曾在里港藍家蔡有望准許下，從里港藍家古厝取得兩卡車等物件，包含一本1936年的屏東女子公學校學生日記。約30年後，1994年7月24日藉由張蒼松牽線，將日記還給主人藍碧華。